# Агилар, Клуиверт
Клу́иверт Миге́ль Агила́р Ди́ас (исп. Kluiverth Miguel Aguilar Díaz; родился 5 мая 2003, Лима) — перуанский футболист, правый защитник английского клуба «Манчестер Сити», выступающий на правах аренды за бельгийский «Ломмел».

## Клубная карьера
Уроженец Лимы, Агилар начал футбольную карьеру в молодёжных командах «Регатас Лима» и «Спортинг Кристал». В 2019 году перешёл в клуб «Альянса Лима». 2 ноября 2019 года дебютировал в основном составе «Альянсы» в матче перуанской Примеры против «Альянса Универсидад».
В 2020 году британская газета The Guardian опубликовала список 60 самых талантливых молодых футболистов мира, в который попал и Агилар.
19 апреля 2020 года было объявлено о том, что Агилар присоединится к английскому клубу «Манчестер Сити» летом 2021 года за 2.5 миллиона евро.
Летом 2021 года арендован бельгийским клубом «Ломмел».

## Карьера в сборной
В 2019 году дебютировал за сборную Перу до 17 лет на чемпионате Южной Америки среди игроков до 17 лет. 25 января 2020 года дебютировал за сборную Перу до 23 лет в матче предолимпийского турнира против сборной Парагвая.